# Batursari (Kledung)
Batursari is een bestuurslaag in het regentschap Temanggung van de provincie Midden-Java, Indonesië. Batursari telt 1531 inwoners (volkstelling 2010).